# 6208 Wakata
A 6208 Wakata (ideiglenes jelöléssel 1988 XT) a Naprendszer kisbolygóövében található aszteroida. Endate, K. és Vatanabe Kazuró fedezte fel 1988. december 3-án.